# Pla d’Urgell
Pla d’Urgell, także Plana de Urgel – comarca (powiat) w regionie Katalonia w prowincji Lleida w północno-wschodniej Hiszpanii. Zajmuje powierzchnię 305,1 km² i liczy 33 105 mieszkańców. Siedzibą jest Mollerussa.

## Gminy
- Barbens
- Bell-lloc d’Urgell
- Bellvís
- Castellnou de Seana
- Fondarella
- Golmés
- Ivars d’Urgell
- Linyola
- Miralcamp
- Mollerussa
- El Palau d'Anglesola
- Poal
- Sidamon
- Torregrossa
- Vila-sana
- Vilanova de Bellpuig